# Buddhavacana
Buddhavacana (sanskrit: बुद्धवचन) är ett ord på pali och sanskrit som betyder "Buddhas ord". Termen syftar dock inte enbart till Shakyamuni Buddhas egna ord, utan även till ord som sagts av andra buddhor eller vars innehåll stöds av någon buddha. 
Det har sedan buddhismens början funnits en stor diskussion kring vad som ska accepteras som buddhavacana och inte. Skrifter från alla skriftkategorier inom de buddhistiska skriftkanonerna (sutra, vinaya, abhidharma) kan accepteras som buddhavacana. I regel är buddhavacana synonymt med "kanonisk skrift", men eftersom det finns olika skriftkanoner inom buddhismen finns det ingen enhällig samling av buddhavacana.
Mahaparinirvanasutra och en del andra sutrors narrativ inkluderar händelser efter Shakyamunis död, men sutrorna betraktas oftast som buddhavacana ändå. Detta sker eftersom en text kan betraktas som buddhavacana om den är kompatibel med sutror/vinaya som redan accepteras, är verklighetstrogen och kommer från någon av fyra auktoriteter:
1. En buddha
2. En grupp visa äldre
3. En grupp specialiserade munkar
4. En enskild specialiserad munk

Buddhavacana är således synonymt med palikanonen inom theravada, kinesiska buddhismens skriftkanon inom mahayana och tibetanska buddhismens skriftkanon inom tibetansk buddhism. 